# Cournon-d'Auvergne
Cournon-d'Auvergne, vaak kortweg Cournon genoemd, is een gemeente in het Franse departement Puy-de-Dôme (regio Auvergne-Rhône-Alpes) en een voorstad van Clermont-Ferrand. Cournon telde op 1 januari 2022 20.020 inwoners. De gemeente is een deel van het arrondissement Clermont-Ferrand en van het gemeentelijk samenwerkingsverband Clermont Auvergne Métropole.

## Stadsbeeld
Cournon ligt langs de Allier, deze rivier vormt ook de oostgrens van de gemeente en stroomt daar rond een vijver, waar onder meer diverse sport-voorzieningen zijn te vinden. Anno 2017 is het gebied in ontwikkeling, de bedoeling is dat verschillende delen van de vijver voor verschillende specifieke vormen van recreatie bestemd worden. Tussen vijver en rivier bevindt zich verder nog een camping. 
Een klein historisch centrum ligt iets hoger aan de noordelijke zijde van de stad. Dit wordt gemarkeerd door het kasteel uit de 17e eeuw dat sinds het midden van de 19e eeuw dienst doet als gemeentehuis. Daarnaast beschikt het centrum over de monumentale kerk Saint-Martin (12e eeuw).
In het zuidwesten zijn moderne winkelcentra en veel industrie te vinden. Ook ligt daar het treinstation Sarliève-Cournon. In de stad zijn de belangrijkste onderdelen van de universiteit en de technische hogeschool van Clermont-Ferrand gevestigd. Onder meer naar Clermont-Ferrand zijn ook busverbindingen.
Het noorden van de gemeente is dun bebouwd, hier liggen toppen van de Puy d'Anzelle en de Puy de Bane, twee vulkanische heuvels uit de Chaîne des Puys, die met diverse wandelpaden makkelijk bereikbaar zijn.

### Afbeeldingen

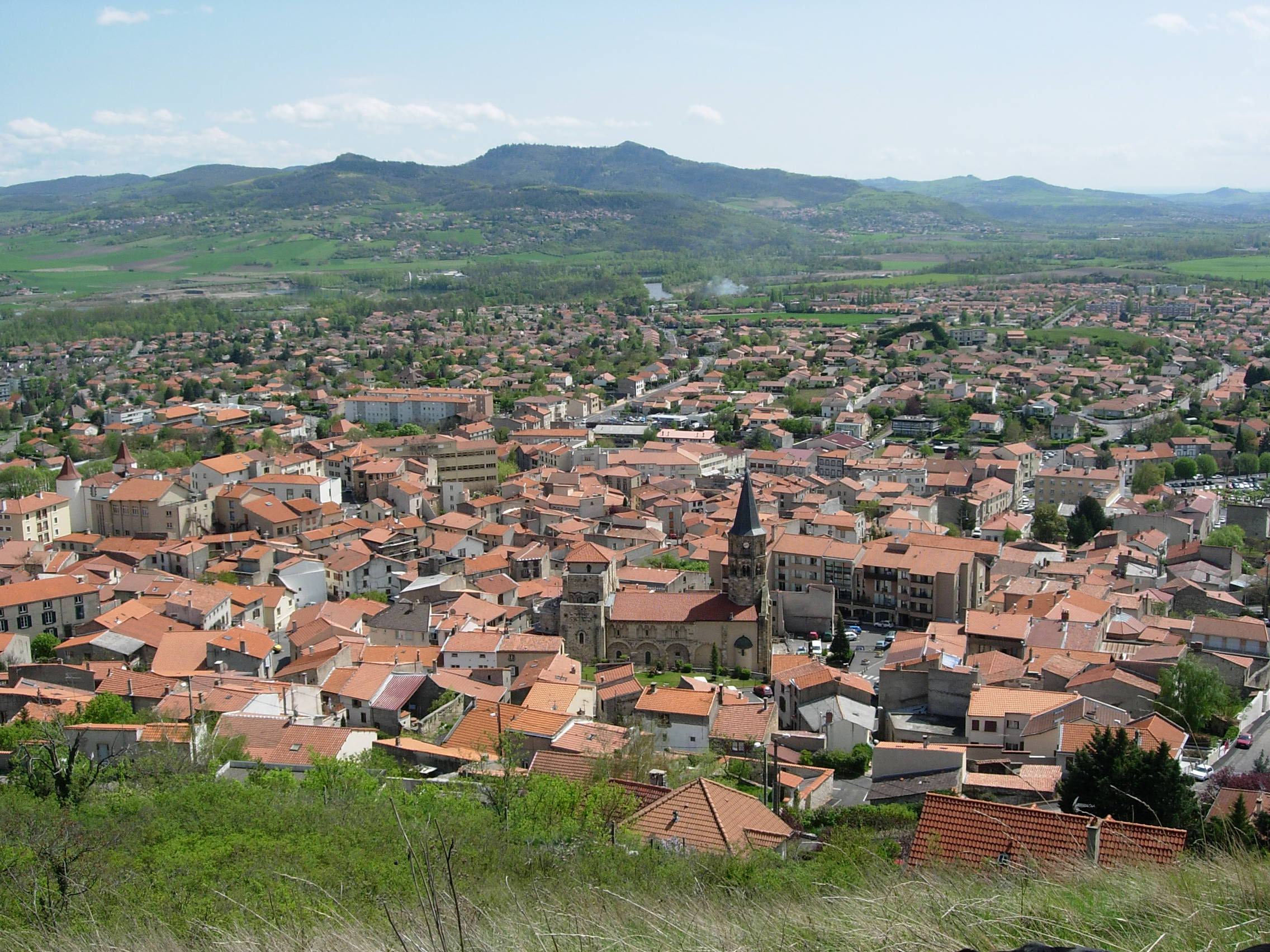
Historisch centrum van bovenaf gezien
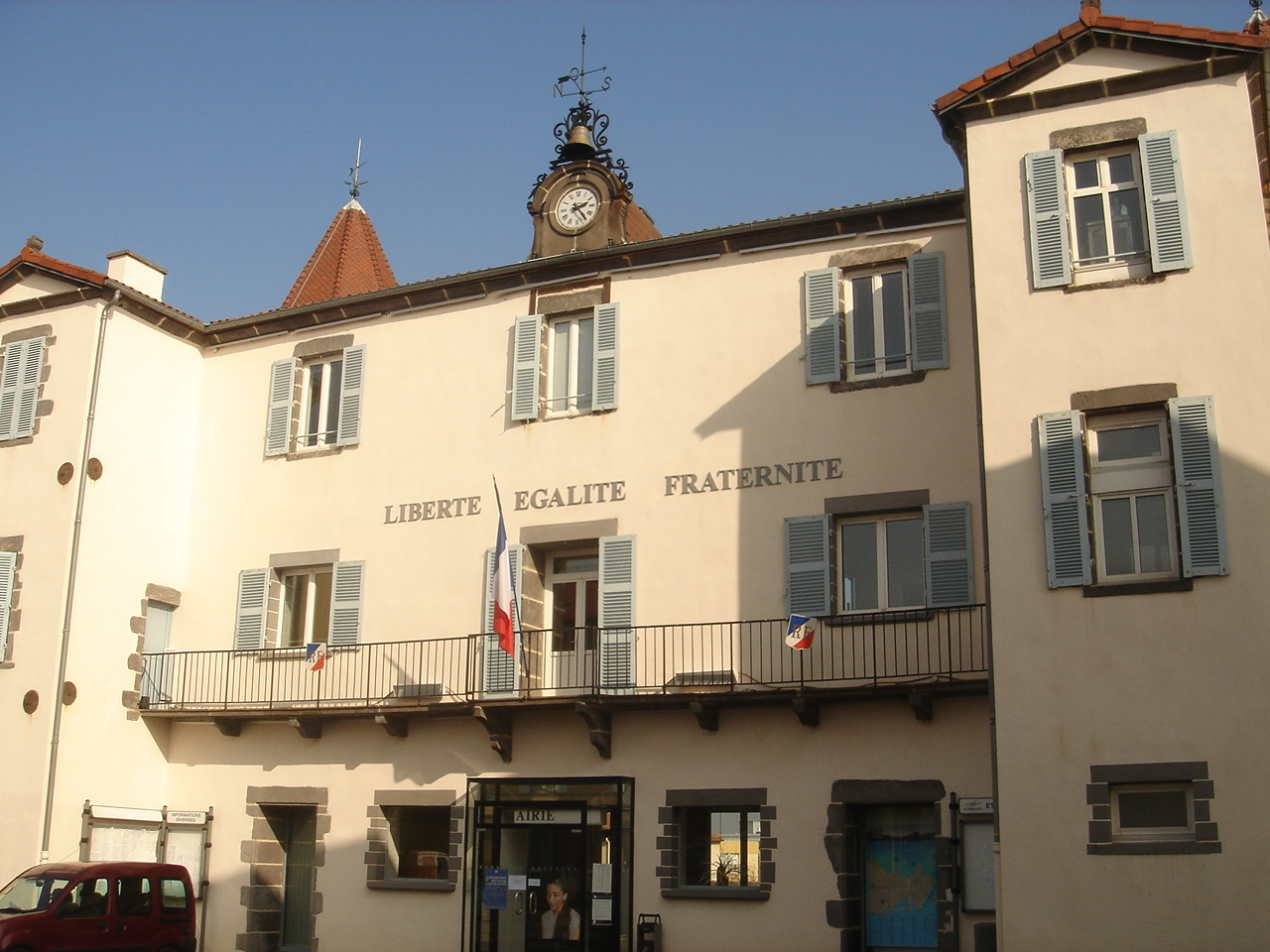
Gemeentehuis
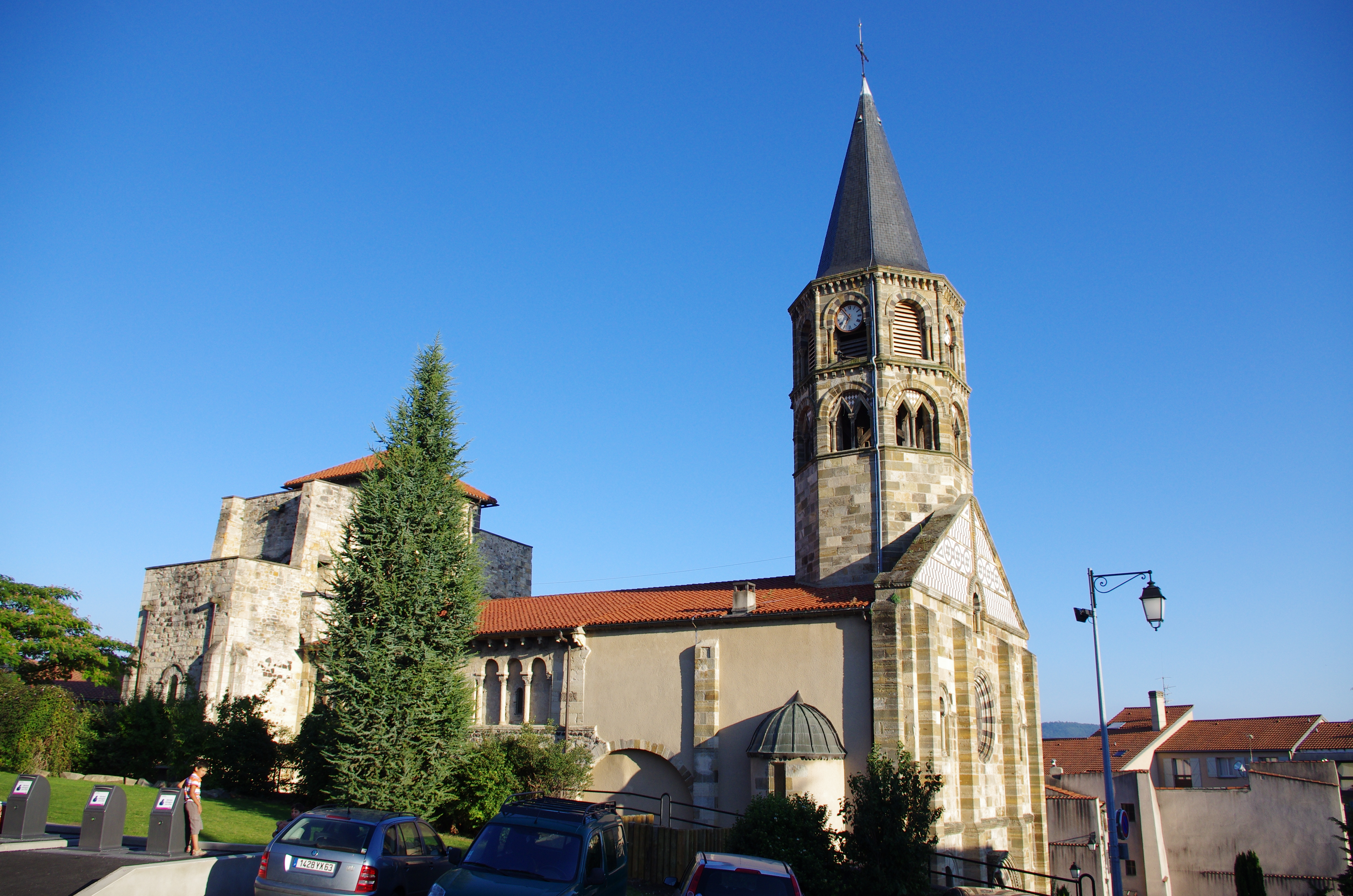
Église Saint-Martin
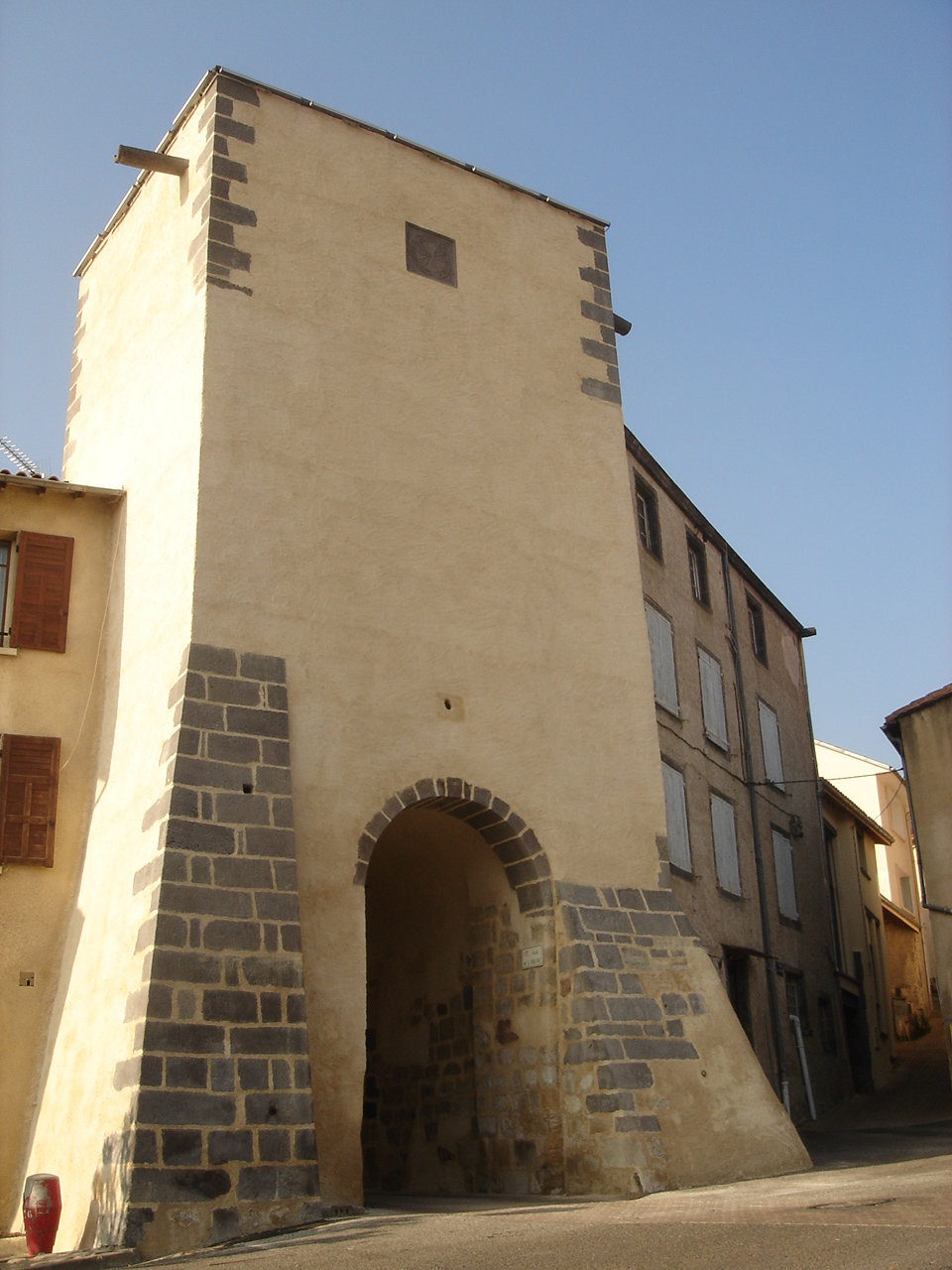
Poort naar het centrum

## Geschiedenis
De plaats gaat terug tot de 6e eeuw toen hier een klooster werd gesticht. Tijdens het ancien régime vormde een deel van Cournon een heerlijkheid; een ander deel viel onder de bisschop van Clermont. Deze tweedeling werd weerspiegeld in het bestaan van twee parochies: Saint-Martin en Saint-Hilaire. Deze tweede parochiekerk werd afgebroken aan het einde van de 19e eeuw. Een eerste kasteel van de heren van Cournon werd in 1197 verwoest tijdens een conflict tussen de bisschop van Clermont en de graaf van Auvergne. Een tweede kasteel werd gebouwd vanaf 1199 door Guillaume de Cournon. Cournon was een ommuurde stad en de inwoners genoten zekere vrijheden. Tegen het einde van de 17e eeuw werd de kasteelruïne afgebroken en vervangen door een derde kasteel. De 19e eeuw vormde het hoogtepunt van de wijnbouw in Cournon. Deze ging grotendeels teloor door de plaag van de druifluis aan het einde van de eeuw. De wijngaarden op de hellingen ten noorden van Cournon-d'Auvergne verdwenen en in de plaats kwam schapenteelt.

## Geografie
De oppervlakte van Cournon-d'Auvergne bedroeg op 1 januari 2022 18,58 vierkante kilometer; de bevolkingsdichtheid was toen 1.077,5 inwoners per km².
De onderstaande kaart toont de ligging van Cournon-d'Auvergne met de belangrijkste infrastructuur en aangrenzende gemeenten.

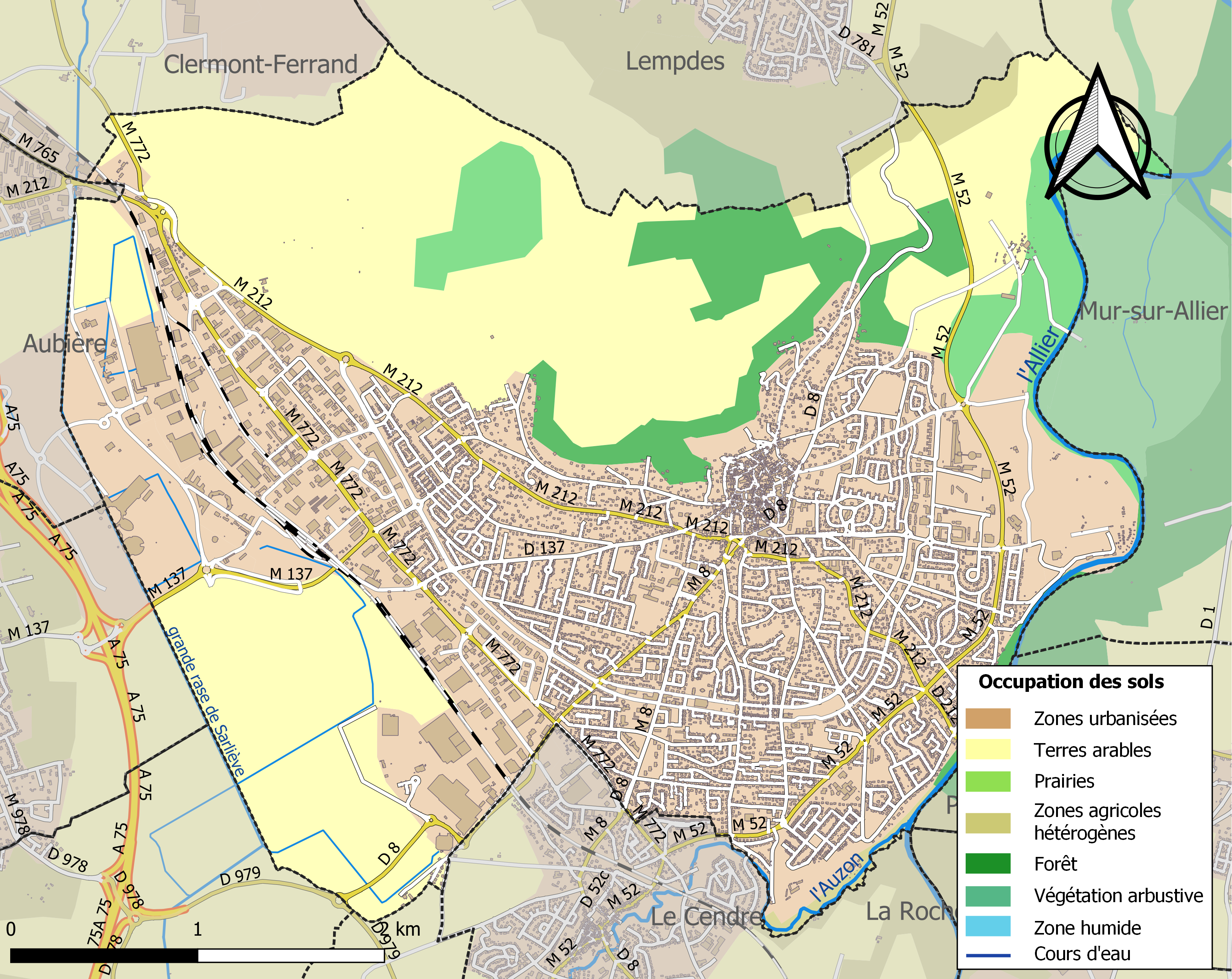

## Demografie
Onderstaande figuur toont het verloop van het inwonertal (bron: INSEE-tellingen).